# Tuusula
Tuusula (en suédois : Tusby) est une municipalité du sud de la Finlande, dans la région d'Uusimaa. Elle est souvent rattachée au Grand Helsinki.

## Géographie
La commune est formée d'un regroupement de villages en bordure nord de l'agglomération d'Helsinki. Le plus important village est Hyrylä le centre administratif qui concentre 20 000 habitants.
Il est relié directement au centre-ville d'Helsinki par l'autoroute (28 km). Deux autres villages importants sont Jokela et Kellokoski. La principale voie ferrée du pays traverse également la municipalité.
La commune est de plus en plus densément urbanisée. Plusieurs zones rurales subsistent néanmoins, et les berges du lac Tuusulanjärvi sont largement protégées.
Les communes voisines sont Vantaa au sud, Nurmijärvi à l'ouest, Hyvinkää au nord, Mäntsälä et Järvenpää au nord-est, Sipoo et Kerava à l'est.

## Démographie
Depuis 1980, la démographie de Tuusula a évolué comme suit, :
| Année      | 1980   | 1985   | 1990   | 1995   | 2000   | 2005   |
| ---------- | ------ | ------ | ------ | ------ | ------ | ------ |
| population | 22 412 | 25 222 | 27 328 | 28 791 | 31 957 | 34 890 |

| Année      | 2010   | 2015   | 2020   |
| ---------- | ------ | ------ | ------ |
| population | 37 214 | 38 305 | 38 769 |

## Histoire
Une subdivision de la paroisse de Sipoo est créée là en 1643. Elle devient une paroisse autonome en 1653, mais la première date est généralement considérée comme l'année de naissance de la commune.
Les terres fertiles en font une commune agricole assez peuplée. Sa position privilégiée permet assez tôt un développement de l'industrie, amorcé dès l'ouverture de la forge de Kellokoski en 1795 et important après l'inauguration du chemin de fer d'Helsinki en 1862. La commune voit également d'installation d'une importante garnison russe au temps du Grand-duché de Finlande.
À la fin du XIXe siècle, suivant les traces d'Aleksis Kivi, les artistes investissent les rives du lac Tuusulanjärvi, à la recherche du calme et de la nature à proximité de l'agitation d'Helsinki. Jean Sibelius, Juhani Aho et Pekka Halonen y installent même leur résidence principale. Une route historique longe aujourd'hui la rive est du lac en souvenir cette époque. Elle relie ces demeures devenues pour certaines de hauts lieux touristiques.
La commune connaît de grands bouleversements au XXe siècle, en perdant ses deux centres de population les plus importants: Kerava devient autonome en 1924 et Järvenpää en 1951. La commune connaît une croissance de sa population qui va en s'accélérant depuis l'inauguration de l'autoroute d'Helsinki dans les années 1990, atteignant maintenant les 2 % annuels. Le taux de chômage est d'à peine 5 %.
Le 7 novembre 2007, un fait-divers tragique a mis Tuusula à la une de l'actualité internationale lorsqu'un étudiant perpétra une fusillade dans le lycée de Jokela, causant la mort de 9 personnes.

## Économie

### Principales sociétés
En 2020, les principales sociétés de Tuusula sont:
| Société                             | C.A.   |
| ----------------------------------- | ------ |
| Meira Nova Oy                       | 399 M€ |
| Kreate Oy                           | 214 M€ |
| KaVo Kerr Group Finland             | 138 M€ |
| Ntg Polar Road Oy                   | 62 M€  |
| Etelä-Suomen Media Oy               | 42 M€  |
| Maanrakennusliike Louhintahiekka Oy | 42 M€  |
| Liebherr-Finland Oy Ab              | 36 M€  |
| Seepsula Oy                         | 27 M€  |
| Chiller Oy                          | 20 M€  |
| HJ-Autotalot Oy                     | 19 M€  |

### Principaux employeurs
En 2020, les principaux employeurs privés de Tuusula sont, :
| Employeur                  | Emplois |
| -------------------------- | ------- |
| KaVo Kerr Group            | 426     |
| Kreate Oy                  | 369     |
| Jakelujuniorit Oy          | 359     |
| Etelä-Suomen Media Oy      | 203     |
| Meira Nova Oy              | 202     |
| Varlog Oy                  | 134     |
| Louhintahiekka Oy          | 98      |
| Pharmia Oy                 | 86      |
| Kuljetus Arto Järvimäki Oy | 85      |
| BIMU Oy                    | 84      |

## Jumelages
Les villes jumelles de Tuusula sont:
| Ville | Ville            | Pays | Pays      |
| ----- | ---------------- | ---- | --------- |
|       | Augustów         |      | Pologne   |
|       | Celle            |      | Allemagne |
|       | Commune de Vinni |      | Estonie   |
|       | Hvidovre         |      | Danemark  |
|       | Oppegård         |      | Norvège   |
|       | Sollentuna       |      | Suède     |
|       | Vidnoïe          |      | Russie    |

## Transports

### Routiers
Le quartier d'Hyrylä est à 28 kilomètres du centre-ville d'Helsinki, à 14 kilomètres de l'aéroport d'Helsinki-Vantaa, à 7 kilomètres de Järvenpää, à 5 kilomètres de Kerava, à 17 kilomètres de Nurmijärvi et à 30 kilomètres de Hyvinkää.
la Tuusulanväylä relie Helsinki au quartier Hyrylä de Tuusula et à Hyvinkää.
La seututie 145 mène à Järvenpää, la seututie 139 à Nurmijärvi et la seututie 148 au port de Kilpilahti.

### Ferroviaires
Sur la ligne principale, Tuusula est desservi par la gare de Jokela  sur le tronçon entre Järvenpää et Hyvinkää, à environ 48 kilomètres de la gare centrale d'Helsinki.

### Bus
Le conseil municipal de Tuusula a décidé de rejoindre Tuusula au sein du consortium de transport de la région d'Helsinki à compter du 1er janvier 2018.

## Personnalités
- Santeri Ahlgrén
- Pepe Ahlqvist
- Pekka Halonen
- Mikko Hyppönen
- Kaija Koo
- Antti Kaikkonen
- Aleksis Kivi
- Kosola
- Teemu Laakso
- Marita Nordberg
- Sini Sabotage
- Jyrki Sukula
- Göran Sundholm
- Satu Taiveaho
- Juha Tapio
- Eija Vilpas
- Juha Vuorinen
- Martta Wendelin

## Galerie

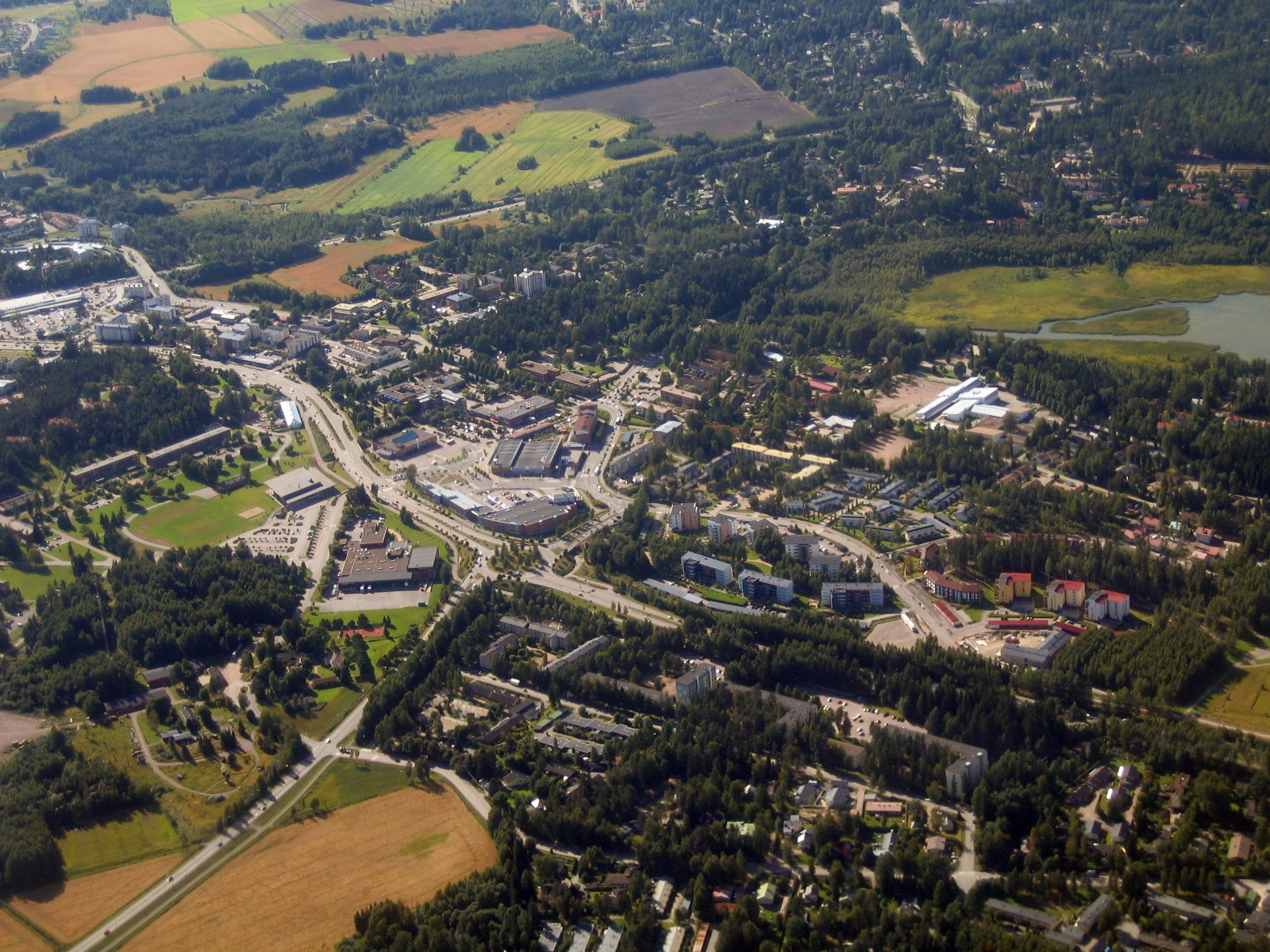
Vue d'Hyrylä.
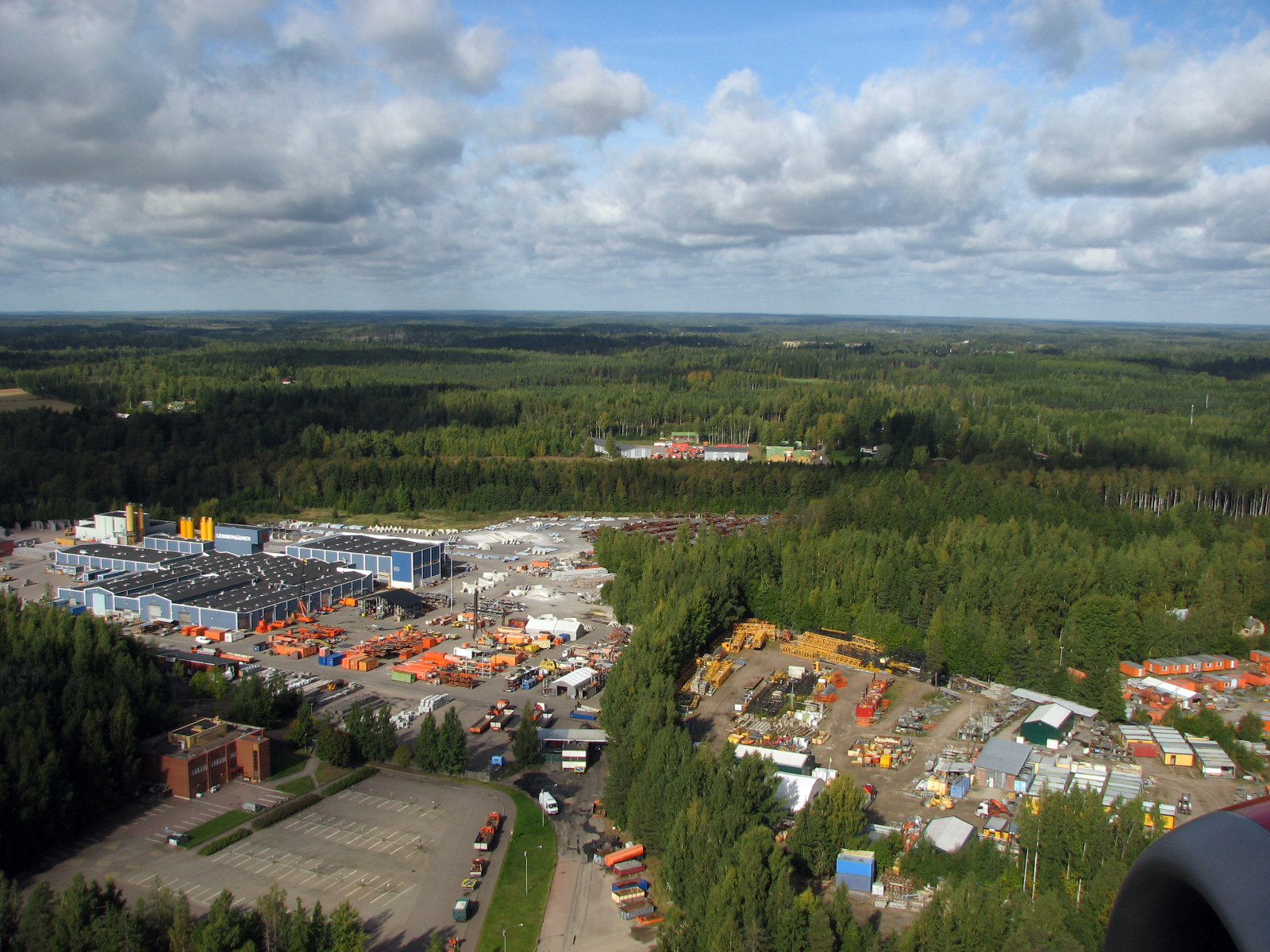
Cimenterie Betonituote[11].
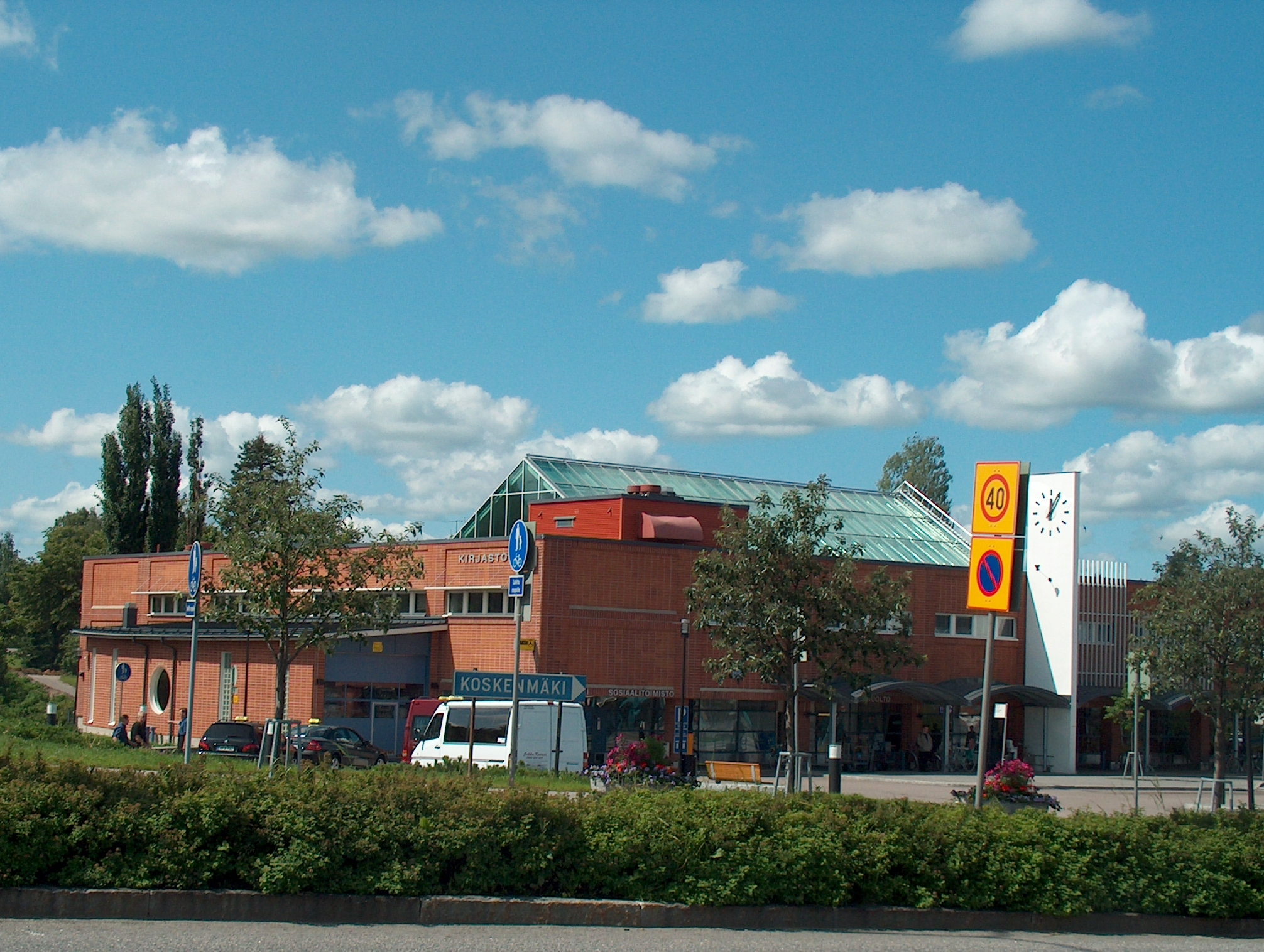
Bibliothèques d'Hyrylä.
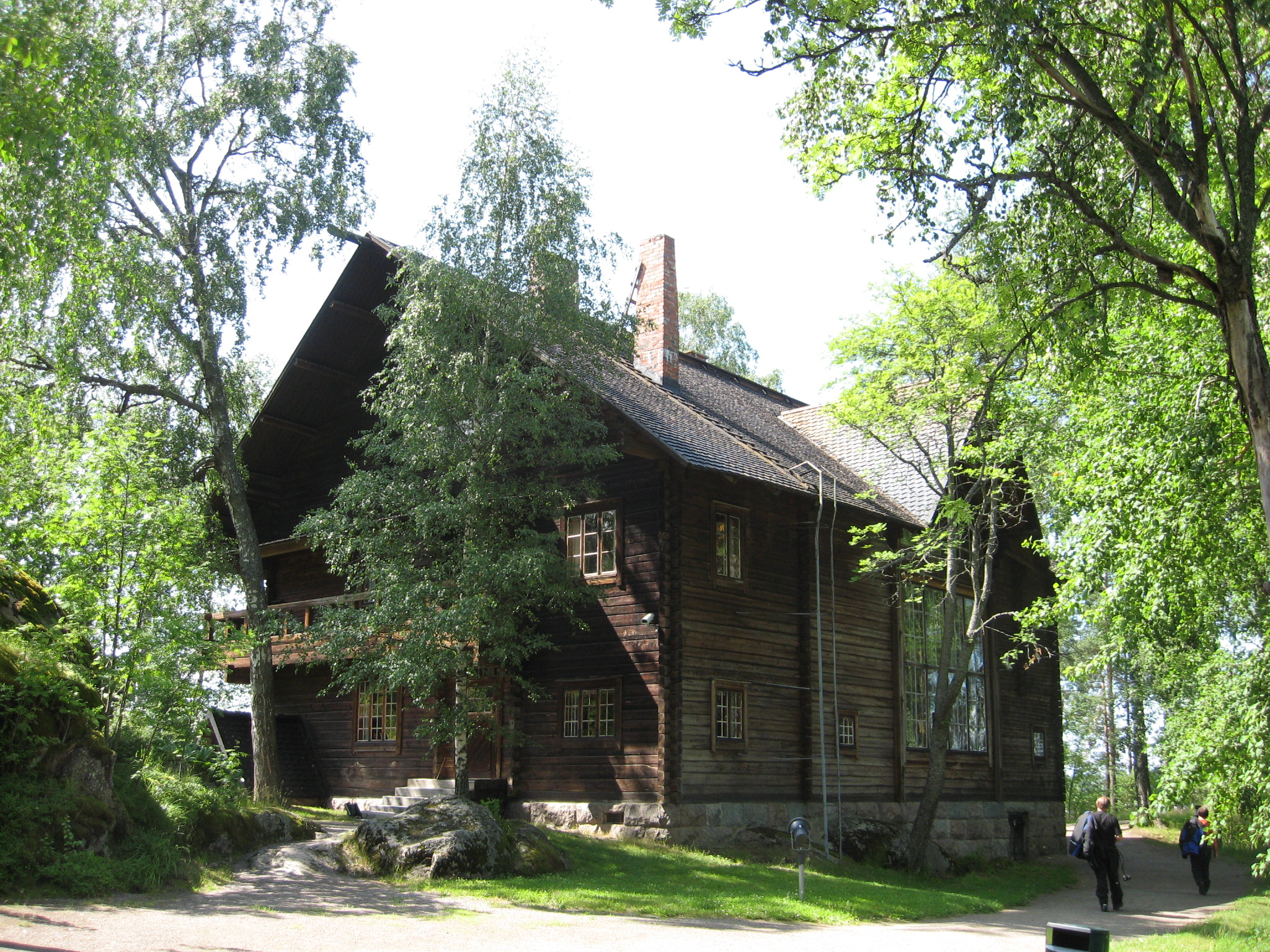
Halosenniemi, la maison-atelier de Pekka Halonen.
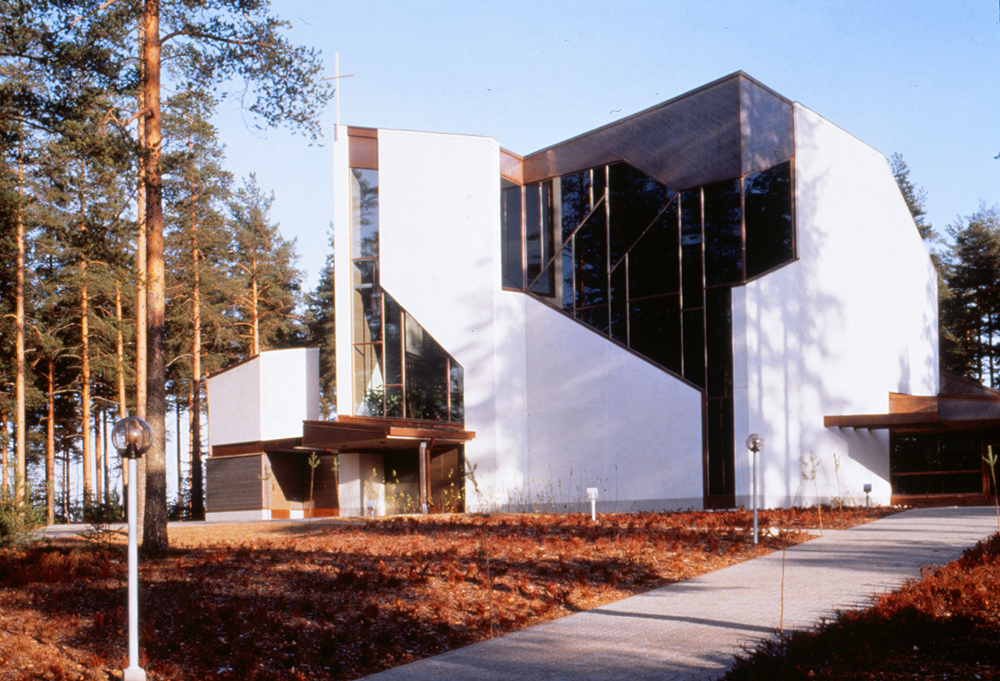
Chapelle de Paijala.
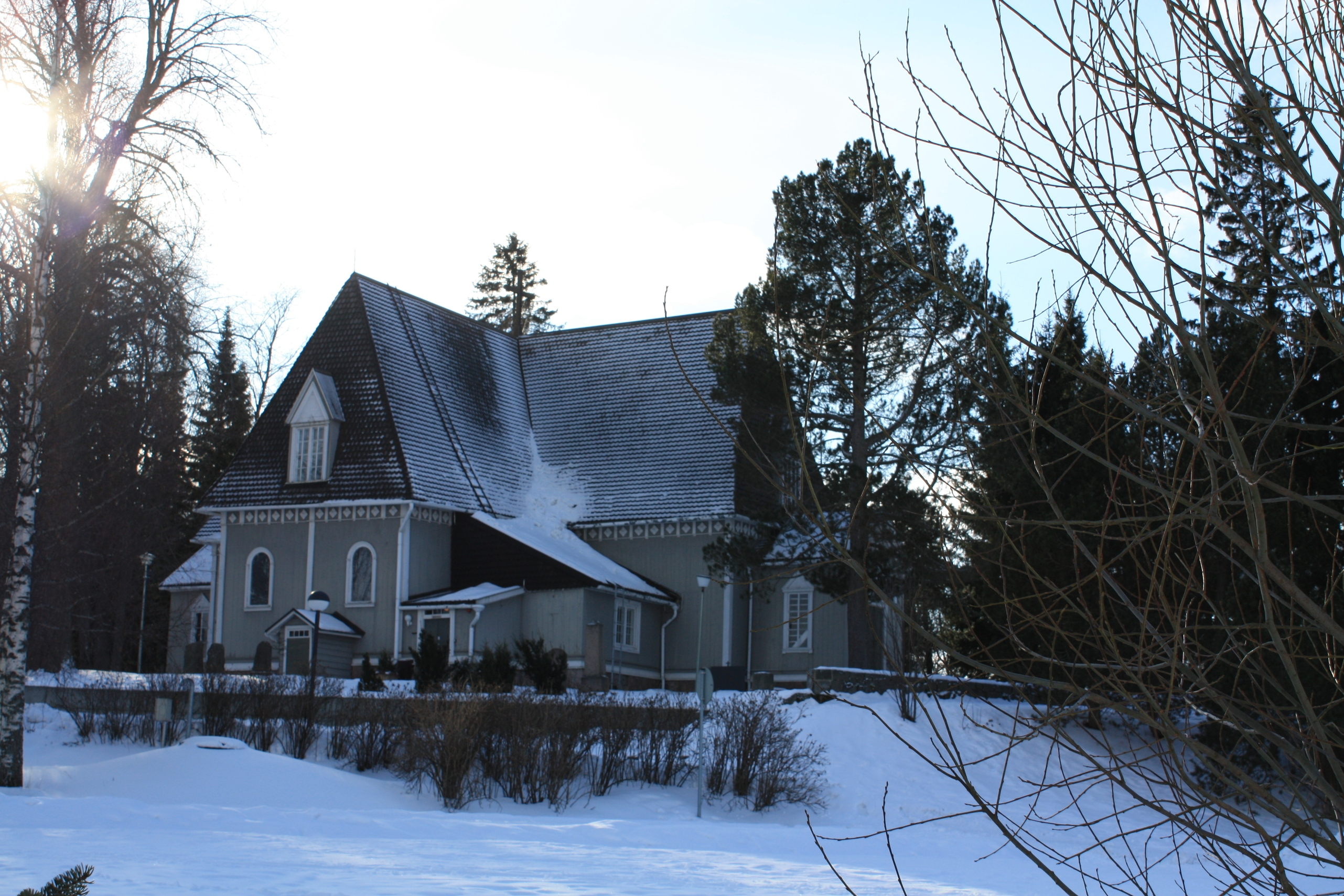
Église de Tuusula.
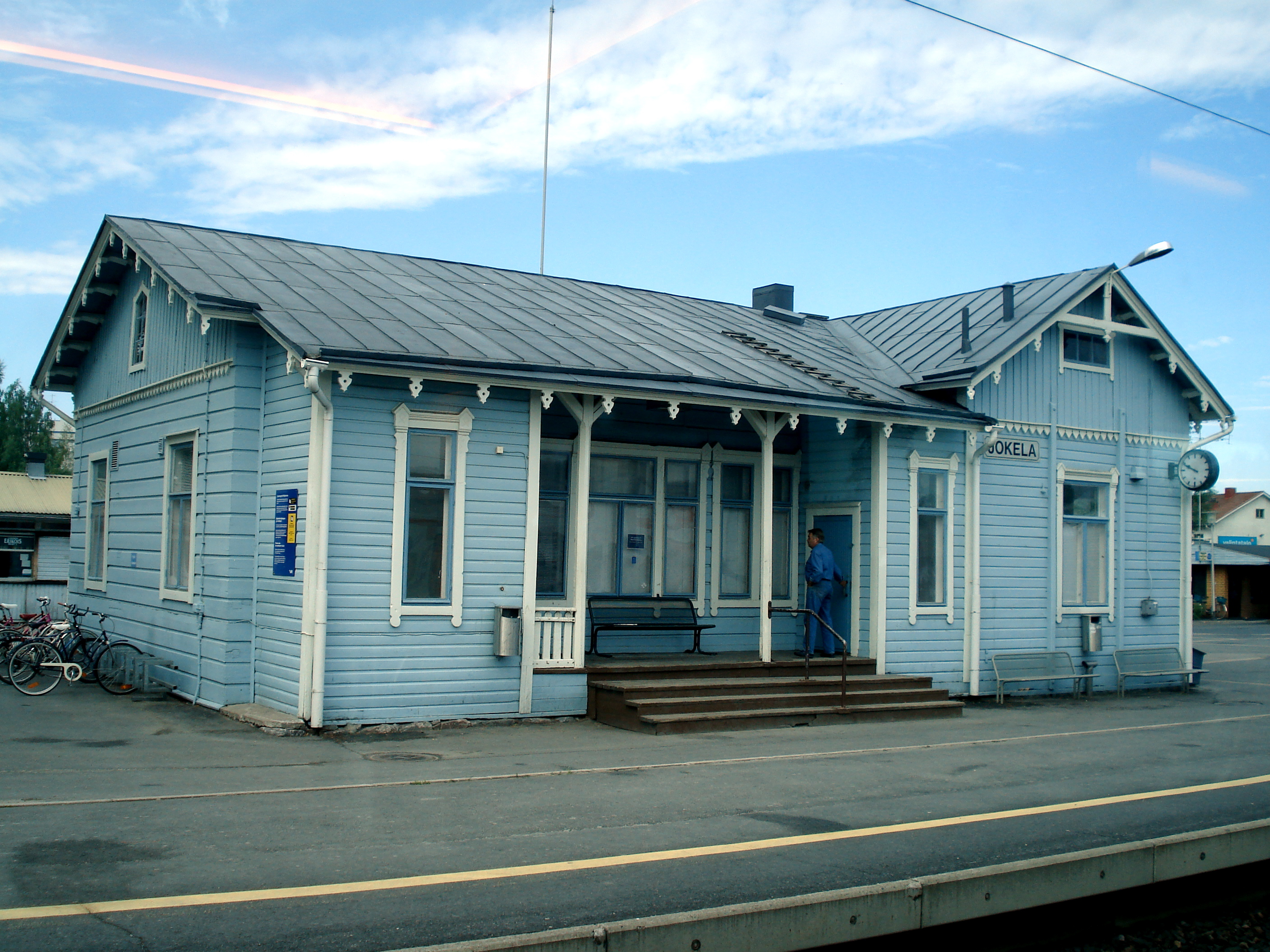
Gare de Jokela.
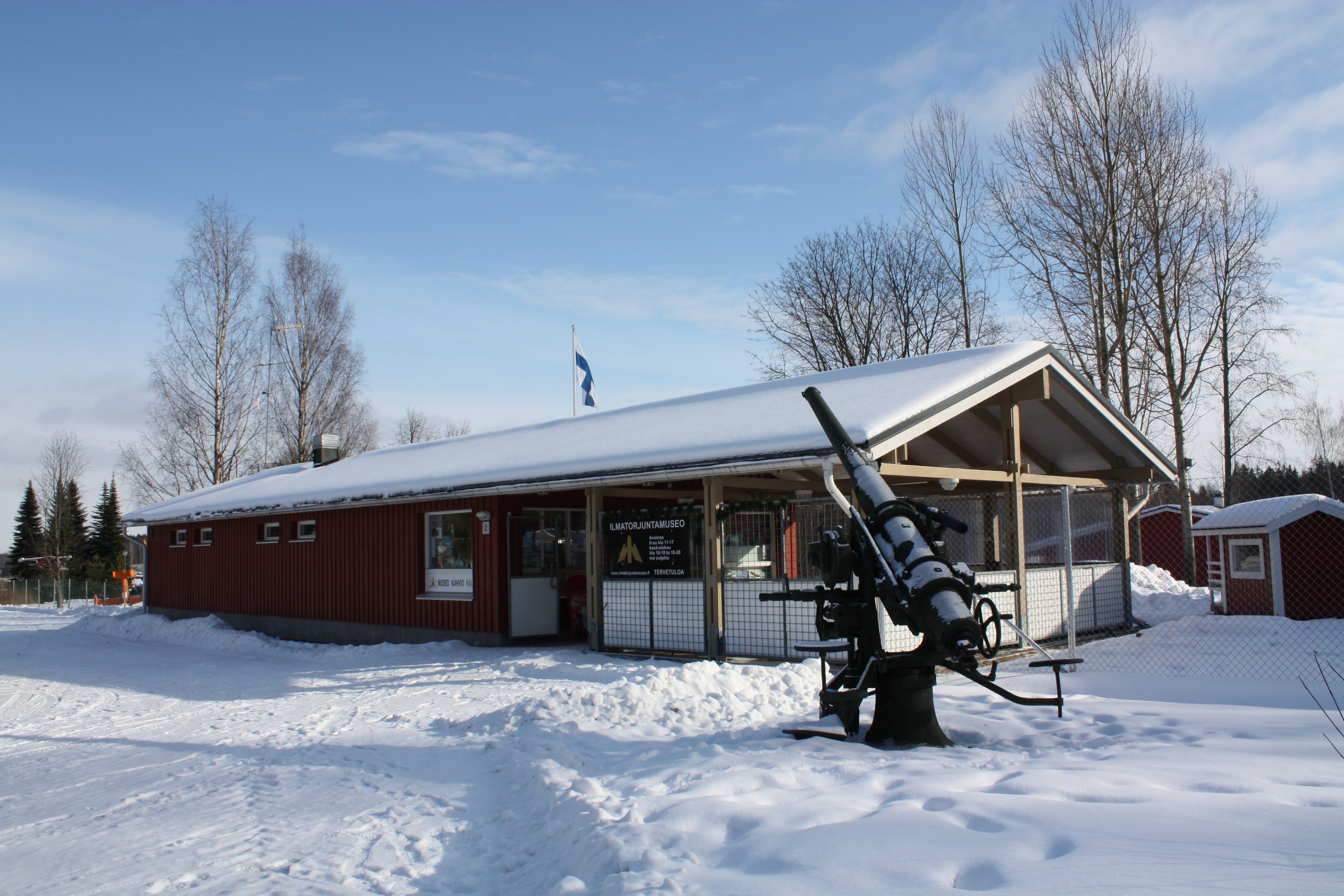
Musée de la défense antiaérienne.